# جوزيف بي. بينيت
جوزيف بي. بينيت (بالإنجليزية: Joseph B. Bennett)‏ هو محامي وقاضي وسياسي أمريكي، ولد في 21 أبريل 1859 في مقاطعة غرينوب في الولايات المتحدة، وتوفي في 7 نوفمبر 1923. حزبياً، نشط في الحزب الجمهوري. وقد انتخب عضو مجلس النواب الأمريكي.